# Ismael Borrero
Ismael Borrero Molina (Santiago de Cuba, 6 de janeiro de 1992) é um lutador de estilo greco-romana cubano, campeão olímpico.

## Carreira
Borrero competiu na Rio 2016, na qual conquistou a medalha de ouro, na categoria até 59 kg.